# Judarnas historia i San Marino
Judarnas historia i San Marino i Italien sträcker sig tillbaka till medeltiden.
Det första omnämnandet av judar i San Marino dateras till sent 1400-tal, i officiella handlingar skrivs det om affärstransaktioner med judar. Det finns många dokument från 1500- till 1700-talet som beskriver judiska affärer och kontrollen av en judisk gemenskap i San Marino. Judar var tvungna att bära speciella symboler och leva under särskilda restriktioner, men de fick även officiellt skydd från regeringen.
Under andra världskriget, gav San Marino skydd åt fler än 100 000 italienare och judar som var på flykt från nazistiska och italienska förföljelser. Idag finns endast ett fåtal judar i San Marino. 